# آزادی از ترس
آزادی از ترس (انگلیسی: Freedom from fear) برطبق اعلامیه جهانی حقوق بشر یک حق اساسی انسانی به‌شمار می‌رود. در روز ۶ ژانویه ۱۹۴۱، فرانکلین روزولت، رئیس جمهور آمریکا، در سخنرانی‌اش برابر کنگره آن را یکی از آزادی چهارگانه نامید، که بعداً به عنوان سخنرانی چهار آزادی نام‌گذاری شد.

## منشأ
روزولت در سخنرانی‌اش آزادی را در ۴ مورد فرموله کرد: چهارمین آن آزادی از ترس نام دارد که در ترم جهانی بدین معنی است که تسلیحات جهانی به‌درجه و نقطه‌ای کاهش یابد که در چنین شرایطی هیچ ملتی در هیچ‌کجای جهان در موقعیتی قرار نداشته باشد که قادر به ارتکاب تجاوز علیه همسایگان خود شود. آزادی چهارگانه مورد اشاره روزولت یکی از پایه‌های اعلامیه جهانی حقوق بشر قرار گرفت، که در روز ۱۰ دسامبر ۱۹۴۸ در مجمع عمومی سازمان ملل تصویب شد. آزادی از ترس در مقدمه اعلامیه نوشته شده‌است.

## الهام بخش
در سال ۱۹۴۳ نورمن راکول نقاش، در زمره مجموعه‌ای از ۴ نقاشی‌هایش که بنام آزادی‌های چهارگانه است، تابلوی آزادی از ترس را ساخت. بورمس آئونگ سان سو کویی، درک مهمی از این موضوع داشت که در سال ۱۹۹۱ کتابی را تحت عنوان آزادی از ترس منتشر کرد. در سال ۱۹۹۹ تاریخ‌دان دیوید م کندی کتابی تحت عنوان آزادی از ترس منتشر کرد: مردم آمریکا در افسردگی و جنگ، ۱۹۲۹–۱۹۴۵. 